# Zemeros confucius
Zemeros confucius är en fjärilsart som beskrevs av Moore 1878. Zemeros confucius ingår i släktet Zemeros och familjen Riodinidae. Inga underarter finns listade i Catalogue of Life.